# 니시자와 준지
니시자와 준지(일본어: 西澤 淳二, 1974년 5월 10일 ~ )는 일본의 전 축구 선수이다.

## 구단 경력
과거 베르디 가와사키, 시미즈 에스펄스, 가와사키 프론탈레, 나고야 그램퍼스 에이트, 가시마 앤틀러스, 콘사돌레 삿포로에서 활동하였다.